# Harald Schrott
Harald Schrott (* 12. Oktober 1967 in Mutters bei Innsbruck) ist ein österreichischer Schauspieler.

## Leben
Harald Schrott absolvierte von 1984 bis 1987 seine Schauspielausbildung an der Schauspielschule Cingl / Fröhlich in Innsbruck und war anschließend zwei Jahre lang am Landestheater Tirol tätig. 1988 ging er ans Staatstheater Mainz, wo er unter anderem in William Shakespeares Romeo und Julia und in Friedrich Schillers Die Räuber zu sehen war. Engagements führten ihn auch ans Theater Ulm, das Berliner Maxim-Gorki-Theater, das Düsseldorfer Schauspielhaus und das Berliner HAU (Hebbel am Ufer).
Im Jahr 2000 gab Schrott in Volker Schlöndorffs Die Stille nach dem Schuss sein Filmdebüt als Anführer der Terroristen, die sich gegen ein Leben in der DDR entscheiden. In dem mit dem deutschen Filmpreis in Silber ausgezeichneten Kinofilm Kroko (2003) ist er äußerlich komplett verwandelt als Sozialarbeiter Micha, der in einer Einrichtung für behinderte Menschen arbeitet, zu sehen. In Tod im Park ermittelte er 2003 erstmals als Kommissar Konrad Fuchs zusammen mit der von Barbara Rudnik dargestellten Kriminalpsychologin Hannah Schwarz in der Krimi-Reihe Solo für Schwarz. Eine seiner bekanntesten Rollen übernahm er 2004, als er in dem semidokumentaren Fernsehfilm Die Stunde der Offiziere den Hitler-Attentäter Claus Graf Schenk von Stauffenberg verkörperte. 2005 war Schrott als der charismatische Kunstdieb Jan Reuter im Konstanzer Tatort: Das Lächeln der Madonna zu sehen, im gleichen Jahr zeigte er sich als Bauunternehmer Frank Göber im Polizeiruf 110.
2006 wirkte er in Hal Hartleys Agentenfilm Fay Grim mit. In Allein gegen die Angst spielte er einen Familienvater, der ins Visier der Zigarettenmafia gerät und um die Sicherheit seiner Familie fürchten muss. Für seine Darstellung in dem ZDF-Thriller wurde Schrott 2006 als Bester Schauspieler in einem Fernsehfilm für den Deutschen Fernsehpreis nominiert. 2008 konnte das Fernsehpublikum ihn in Rainer Kaufmanns Tragikomödie Ein starker Abgang an der Seite von Bruno Ganz und Monica Bleibtreu sowie Fritzi Haberlandt sehen, mit der er bereits 2004 in Lars Büchels Erbsen auf halb 6 gemeinsam vor der Kamera stand.
2010 arbeitet Schrott bei dem Dokudrama Die Kinder von Blankenese zum ersten Mal mit Regisseur Raymond Ley zusammen. Mit Meine Tochter Anne Frank (2015), in dem er den Zahnarzt Fritz Pfeffer verkörpert, und Tod einer Kadettin (2017), das sich mit dem Tod der jungen Offiziersanwärterin Jenny Böken auf dem Segelschulschiff Gorch Fock beschäftigt, folgen zwei weitere Dokudramen. Der gebürtige Tiroler dreht seit 2008 regelmäßig auch in Österreich. Besonders hervorzuheben sind seine Auftritte als Pfarrer Raphael Dorn in der Krimi-Serie Vier Frauen und ein Todesfall, als auch seine Mitwirkung in den Kinofilmen Erik & Erika (2018) und Wie ich lernte, bei mir selbst Kind zu sein (2019), der auf einem autobiografischen Roman des österreichischen Künstlers André Heller basiert. Im Jahr 2014 spielte Harald Schrott an der Seite von Anneke Kim Sarnau in dem Film Keine Zeit für Träume einen Familienvater, der mit der ADS Erkrankung seiner Tochter konfrontiert wird. Häufig verkörpert er auch ambivalente bis abgründige Charaktere, u. a. in dem Zweiteiler Böser Wolf – Ein Taunuskrimi (2016) sowie in der ORF/ZDF Koproduktion Wiener Blut, der 2019 auf dem Filmfest München uraufgeführt wurde.
2016 war Harald Schrott in Cordula Kablitz-Posts Drama Lou Andreas-Salomé in der Rolle des Sigmund Freud, sowie in der von ORF und ARD koproduzierten Miniserie Pregau – Kein Weg zurück zu sehen. 2018 spielte Harald Schrott in dem historischen ARD-Dokudrama Die Hälfte der Welt gehört uns – Als Frauen das Wahlrecht erkämpften, in dem er die Rolle des Journalisten Leonard Kern übernahm.
Seit 2017 arbeitet Harald Schrott regelmäßig auch als Synchronschauspieler und Sprecher. So hat er zum Beispiel Bruce Springsteen sowie den Modeschöpfern Jean Charles de Castelbajac und Christian Louboutin seine Stimme geliehen. Am 21. August 2019 präsentierte Harald Schrott den Eröffnungsfilm des Festivals des deutschen Films. In Sven Bohses Agentenfilm Wendezeit spielte er den Ehemann einer Doppelagentin aus West-Berlin.
Harald Schrott lebt in Berlin und ist Vater von drei Kindern. Er ist mit der Schauspielerin Regine Zimmermann liiert.
Er ist Mitglied im Bundesverband Schauspiel (BFFS) und der Deutschen Filmakademie.

## Filmografie (Auswahl)
- 2000: Die Stille nach dem Schuss
- 2001: Schimanski: Kinder der Hölle (Fernsehreihe)
- 2001: Donna Leon – In Sachen Signora Brunetti (Fernsehreihe)
- 2002: Die Rückkehr
- 2002: Weihnachten
- 2002: Einsatz in Hamburg – Rückkehr des Teufels (Fernsehreihe)
- 2002: Ein starkes Team: Kinderträume (Fernsehreihe)
- 2002: Doppelter Einsatz (Fernsehserie, Folge Herz der Finsternis)
- 2003: Kroko
- 2003: Der Seerosenteich (2-teiliger Film)
- 2003–2007: Solo für Schwarz (Fernsehreihe) → siehe Besetzung
- 2003: Tatort: Sonne und Sturm (Fernsehreihe)
- 2003: Tatort: Sag nichts
- 2004: Erbsen auf halb 6
- 2004: Die Stunde der Offiziere
- 2005: Tatort: Letzte Zweifel
- 2005: Polizeiruf 110: Vergewaltigt (Fernsehreihe)
- 2005: Weltverbesserungsmaßnahmen
- 2005: Tatort: Das Lächeln der Madonna
- 2006: Allein gegen die Angst
- 2006: Fay Grim
- 2007: Früher oder später
- 2008: Einsatz in Hamburg – Ein sauberer Mord
- 2008: KDD – Kriminaldauerdienst – Letzte Chance (Fernsehreihe)
- 2008: Ein starker Abgang
- 2008: 10 Sekunden
- 2008: Tatort: Unbestechlich
- 2009: Pretty Mama
- 2009: Stralsund: Mörderische Verfolgung (Fernsehreihe)
- 2009: Marie Brand und die Nacht der Vergeltung (Fernsehreihe)
- 2009: Tatort: Oben und unten
- 2009: Flemming (Fernsehserie, Folge Der Tag ohne gestern)
- 2010–2015: Vier Frauen und ein Todesfall (Fernsehserie, 23 Folgen)
- 2010: Verhältnisse
- 2010: Liebe am Fjord – Sommersturm (Fernsehreihe)
- 2010: Kommissar Stolberg (Fernsehserie, Folge Das Mädchen und sein Mörder)
- 2010: Die Kinder von Blankenese
- 2011, 2017: SOKO Donau (Fernsehserie, verschiedene Rollen, 2 Folgen)
- 2011: Tatort: Vergeltung
- 2011: Das Meer am Morgen
- 2011: Alles was recht ist – Sein oder Nichtsein
- 2011: Unter Verdacht: Die elegante Lösung (Fernsehreihe)
- 2012: Laim: Die Tote ohne Alibi (Fernsehreihe)
- 2012: Die Holzbaronin
- 2012: Ein starkes Team: Schöner Wohnen
- 2012: Beutolomäus und der falsche Verdacht
- 2012: Die Chefin (Fernsehserie, Folge Entscheidung)
- 2013: Grenzgang
- 2013: Schon wieder Henriette
- 2014: Helen Dorn: Das dritte Mädchen (Fernsehreihe)
- 2014: Keine Zeit für Träume
- 2014: Landkrimi – Alles Fleisch ist Gras
- 2014: Der Staatsanwalt (Fernsehserie, Folge Das Luder)
- 2015: Meine Tochter Anne Frank
- 2015: Eichwald, MdB (Fernsehvierteiler, Folge Der Industrielle)
- 2015: SOKO München (Fernsehserie, Folge Herzblut)
- 2015: Stralsund: Es ist nie vorbei (Fernsehreihe)
- 2015: Stralsund: Kreuzfeuer
- 2016: SOKO Köln (Fernsehserie, Folge Mörderisches Wochenende)
- 2016: Unter anderen Umständen: Das Versprechen (Fernsehreihe)
- 2016: Böser Wolf – Ein Taunuskrimi (Fernsehreihe, Teil 1 & 2)
- 2016: Marie Brand und die Schatten der Vergangenheit
- 2016: Lou Andreas-Salomé
- 2016: Pregau – Kein Weg zurück (Fernsehvierteiler)
- 2016: Ein Geheimnis im Dorf – Schwester und Bruder
- 2017: Wilsberg: Die fünfte Gewalt (Fernsehreihe)
- 2017: Spuren des Bösen: Begierde (Fernsehreihe)
- 2017: Tod einer Kadettin
- 2017: Donna Leon – Tod zwischen den Zeilen (Fernsehreihe)
- 2018: Erik & Erika
- 2018: Tatort: Familien
- 2018: Kommissarin Lucas – Das Urteil (Fernsehreihe)
- 2018: Helen Dorn: Schatten der Vergangenheit
- 2018: Der Pass (Fernsehserie)
- 2018: Die Hälfte der Welt gehört uns – Als Frauen das Wahlrecht erkämpften (Fernsehdokumentation)
- 2019: Wie ich lernte, bei mir selbst Kind zu sein
- 2019: Kommissar Dupin – Bretonische Geheimnisse (Fernsehreihe)
- 2019: Wiener Blut
- 2019: Nachts baden
- 2019: Wendezeit
- 2019: Tatort: One Way Ticket
- 2020: Ein starkes Team: Scharfe Schnitte (Fernsehreihe)
- 2020: Sarah Kohr – Teufelsmoor
- 2021: Ferdinand von Schirach: Feinde (Fernsehfilm)
- 2021: Die Toten von Salzburg – Treibgut (Fernsehreihe)
- 2021: Stadtkomödie – Die Lederhosenaffäre (Fernsehreihe)
- 2021: SOKO Kitzbühel (Fernsehserie, Folge Home Invasion)
- 2022: Blind ermittelt – Tod im Prater (Fernsehreihe)
- 2023: SOKO Leipzig (Fernsehserie, Folge Family Business)
- 2023: Landkrimi – Steirerschuld (Fernsehreihe)
- 2023: Die Heiland – Wir sind Anwalt (Fernsehserie, Folge Der Egoist)
- 2023: Am Ende wird alles sichtbar
- 2024: SOKO Donau/SOKO Wien (Fernsehserie: Folge: Reine Routine)
- 2025: Die Toten vom Bodensee – Das Geisterschiff (Fernsehreihe)

## Theater (Auswahl)
- 1987: Burning Love von Fitzgerald Kusz als Andi, Tiroler Landestheater (Regie: Robert Hauer – Riedl)
- 1987: Der Drache von Jewgeni Schwarz als Kater Mariechen am Tiroler Landestheater (Regie: Robert Hauer – Riedl)
- 1988: Godspell am Tiroler Landestheater (Regie: Anna Vaughan)
- 1988: Nachtwache von Lars Norén als John am Innsbrucker Kellertheater (Regie: Elmar Drexel)
- 1989: Ein Sommernachtstraum (Oper) von Benjamin Britten als Puck am Staatstheater Mainz (Regie: Guy Reinesch)
- 1990: Die Räuber von Friedrich Schiller als Franz Moor am Staatstheater Mainz (Regie: K. D. Schmidt)
- 1990: Nazim schiebt ab von Jakob Arjouni als Jeff am Staatstheater Mainz (Regie: Matthias Hartmann)
- 1991: Romeo und Julia von William Shakespeare als Romeo am Staatstheater Mainz (Regie: Guy Reinesch)
- 1991: Lenz von Georg Büchner als Erzähler am Theater Ulm (Regie: K. D. Schmidt)
- 1991: Der neue Menoza von Jakob Michael Reinhold Lenz als Prinz Tandi am Theater Ulm (Regie: K. D. Schmidt)
- 1992: Wie es euch gefällt von William Shakespeare als Orlando am Theater Ulm (Regie: Jochen Fölster)
- 1992: Kabale und Liebe von Friedrich Schiller als Wurm am Theater Ulm (Regie: K. D. Schmidt)
- 1993: Roberto Zucco von Bernard-Marie Koltés als Roberto Zucco am Theater Ulm (Regie: K. D. Schmidt)
- 1993: Maria Stuart von Friedrich Schiller als Mortimer am Theater Ulm (Regie: Jochen Fölster)
- 1994: Marx Brothers Radio Show als Chico Marx am Theater Ulm (Regie: Bernhard Karl)
- 1994: Ödipus von Sophokles als Ödipus am Theater Ulm (Regie: K. D. Schmidt)
- 1995: Kinder der Sonne von Maxim Gorki als Wagin am Maxim Gorki Theater (Regie: K. D. Schmidt)
- 1995: Seid nett zu Mr. Sloane von Joe Orton als Mr. Sloane am Maxim Gorki Theater (Regie: Mario Andersen)
- 1996: Die See von Edward Bond als Hollarcut am Maxim Gorki Theater (Regie: K. D. Schmidt)
- 1997: Don Carlos von Friedrich Schiller als Don Carlos am Maxim Gorki Theater (Regie: K. D. Schmidt)
- 1997: The House of Yes von Wendy MacLeod als Anthony am Maxim Gorki Theater (Regie: K. D. Schmidt)
- 1998: Lulu von Frank Wedekind als Alwa Schön am Maxim Gorki Theater (Regie: Uwe Eric Laufenberg)
- 1998: Väter und Söhne von Brian Friel als Arkadij am Maxim Gorki Theater (Regie: Stephan Kimmig)
- 1998: Der gute Mensch von Sezuan von Bertolt Brecht als Wang, der Wasserverkäufer am Maxim Gorki Theater (Regie: Uwe Eric Laufenberg)
- 1999: Kalldewey, Farce von Botho Strauß als Der Mann am Maxim Gorki Theater (Regie: Mark Zurmühle)
- 2000: Viel Lärm um nichts von William Shakespeare als Benedikt am Maxim Gorki Theater (Regie: Tim Supple)
- 2000: Dämonen von Lars Norén als Tomas am Maxim Gorki Theater (Regie: Peter Wittenberg)
- 2002: Vorher/Nachher von Roland Schimmelpfennig am Düsseldorfer Schauspielhaus (Regie: Peter Wittenberg)
- 2012: Der Familienrat (Dokumentarisches Theaterstück) als Micha am HAU (Regie: Bettina Blümner)
- 2023: 1H22 vor dem Ende von Matthieu     Delaporte als Der Mann am Renaissance-Theater (Berlin) (Regie: Sebastian Sommer)
- 2023: Die Weihnachtsfeier von Peter Jordan und Leonhard Koppelmann als Herr Kaufmann am Renaissance-Theater (Berlin) (Regie: Peter Jordan und Leonhard Koppelmann)
- 2024: Der zerbrochne Krug von Heinrich von Kleist als Schreiber Licht bei den Tiroler Volksschauspiele (Regie: Anna Bergmann)

## Synchronrollen (Auswahl)
- 2016: Grenzenlos von Wim Wenders als Dr. Shadid (Alexander Siddig)
- 2019: 1944 – Bomben auf Auschwitz? als Krasnansky (Tom Keller)
- 2019: Zibilla von Isabelle Favez als Salvador
- 2019: Once again – Eine Liebe in Mumbai von Kanwal Sethi als Amar (Neeraj Kabi)
- 2020: Doris von Albert Jan van Rees als Tim (Guy Clemens)
- 2020: Corpus Christi von Jan Komasa als Vater Tomasz (Lukasz Simlat)

## Hörbücher/Hörspiele (Auswahl)
- 2006: Adler und Engel von Juli Zeh für MDR
- 2007: Ein Mann im Haus von Ulla Hahn (Hörbuch) für Hoffmann und Campe
- 2010: Tiburn von Iain Levison für MDR
- 2016: Inselgrab von Johan Theorin für Deutschlandfunk Kultur
- 2017: Eine Bibliotheksreise: Von Adelsheim bis Zossen (Feature) für WDR
- 2020: Hoffnung ist Gift von Iain Levison für Deutschlandfunk Kultur

## Nominierungen
2006: Nominierung für den Deutschen Fernsehpreis als Bester Schauspieler in einem Fernsehfilm für Allein gegen die Angst.

## Soziales Engagement
Harald Schrott engagiert sich seit 2019 als Lesebotschafter für die Stiftung Lesen.